# François Joseph Peterinck
Pour les articles homonymes, voir Peterinck.
 (décembre 2009).
François Joseph Peterinck est un céramiste français, né à Lille le 4 octobre 1719, et mort à Tournai le 26 novembre 1799.

## Biographie
Fils de Paul Jean Nicolas Peterinck, ou Péterinck, maître charpentier, et de Marie Alexandrine Joseph Martin, François Joseph Peterinck voit le jour dans la paroisse Saint-Étienne de Lille. Son grand-père, Jean-Baptiste Peterinck (1652-1708), était bailli de Quesnoy-sur-Deûle. Son arrière-grand-père, Antoine Peterinck (né en 1614), est le fils d'Antoine Peterinck (mort en 1595), seigneur de La Galle. Son frère, Paul Alexandre Joseph Peterinck, sera marchand de faïence à Lille à son mariage célébré dans la même ville en 1760.
Il débute dans la vie active comme officier dans l'armée française, puis devient marchand de charbon à Ath, où il sera chargé par Joseph II de démonter les fortifications de Tournai en 1782.
En 1747, il épouse Anne Catherine Louise Deswatines à Saint-Julien d'Ath, avant de racheter la manufacture que François Joseph Carpentier vient d'installer au quai des Salines à Tournai en 1750, la France ayant restitué la ville de Tournai à l'Autriche depuis deux ans. Carpentier connaît les frères Robert Dubois, tourneur, et Gilles Dubois, qui travaillent chez son beau-frère Pierre Barthélémy Dorez, faïencier à Valenciennes et Saint-Amand-les-Eaux. Les frères Dubois travaillèrent à la Manufacture de Saint-Cloud, à la Manufacture de Chantilly, à la Manufacture de Vincennes, à la Manufacture de Valenciennes et de Saint-Amand-les-Eaux, les deux dernières appartenant à Dorez. Il travaille avec la marne de Bryelles près de Tournai, qui lui permet d'obtenir une pâte blanche.
Un contrat d'association est signé entre les frères Dubois et Peterinck, ceux-ci apportant leur savoir-faire aussi bien dans la composition de la pâte que dans l'art de réaliser et fixer les couleurs. Peterinck va présenter un lustre, pièce remarquable, de deux étages en porcelaine, composé de seize branchages entrelacés, avec des fleurs de même, réalisé par les frères Dubois, au gouverneur général Charles de Lorraine, qui lui fait octroyer, par l'impératrice Marie-Thérèse d'Autriche, un monopole de trente ans le 3 avril 1751, puis, le 7 avril 1752, le droit de porter le titre de « Manufacture impériale et royale ». La même année, Jean Mathias Caillat, préposé à la réalisation des couleurs à la Manufacture de Vincennes, vient vendre les secrets de fabrication à Peterinck.
Gilles Dubois quitte Peterinck en 1752 avec Cadet Chanou pour proposer le secret de la pâte dure à la Manufacture de Vincennes. Ils sont en fait venus pour espionner certains secrets de fabrication. Robert Dubois est le directeur de la manufacture et supervise toutes les opérations, y compris des cuissons. Cette même année voit l'arrivée du peintre originaire du Nivernais, Marie Etienne Borne (mort en 1772) venant de Sinceny, où il a travaillé une année après être resté à Rouen durant vingt cinq années, accompagné de ses fils, de son frère et deux compagnons, tous peintres. Borne quittera l'entreprise en 1755 en emportant tous les moules.
Jean-Claude Cardon de Bertauvillet, originaire de Soissons, est nommé en remplacement de Borne comme directeur des peintres le 6 mai 1755. Il arrive de Strasbourg où il aurait appris les secrets de la fabrication des couleurs de Saxe et de la dorure, et autres procédés de fabrication de la pâte de la part de Johann-Gottlieb Roth, peintre à Strasbourg. 
En 1756, Peterinck est au bord de la banqueroute, ayant dépensé énormément d'argent dans la mise au point de la pâte tendre. Il prend deux nouveaux associés, Caters et Van Schoor, qui sont propriétaires pour deux tiers. En 1758, Robert Dubois quitte les ateliers de Peterinck avec quelques ouvriers, son beau-frère et François Carpentier pour rejoindre la Manufacture de Chantilly.
Nicolas Gauron, modeleur, arrive de Vincennes où il travaillait depuis 1754. En 1758, il devient chef d'atelier des modeleurs et acheveurs jusqu'en 1764. Peterinck, qui refuse de communiquer ses secrets de fabrication de la pâte tendre à ses associés, est emprisonné en 1761 et retrouve la liberté l'année suivante grâce à l'intervention du comte de Cobenzl. Michel Joseph Duvivier devient le directeur artistique de la Manufacture en 1763. Ce peintre est connu pour ses paysages fluviaux et ses oiseaux aux couleurs extravagantes. Cette période est la plus florissante de la manufacture qui produit alors des céramiques aux anses torsadées, ornées de décors rehaussés d'or, et de décors aux amours à la manière de François Boucher. Le comte de Cobenzl commande un service qui sera achevé en 1770, décoré d'un papillon bleu enfermé dans un médaillon, orné d'une guirlande grecque en or. Peterinck emploie alors une centaine de personnes.
Charles de Lorraine possède sa propre manufacture de porcelaine dans la propriété du château de Tervuren. Les deux fours et le moulin de cette manufacture furent livrés par la manufacture de Peterinck.
En 1771, François de la Musellerie devient le premier peintre de la manufacture. Peterinck exporte à Cadix en Espagne, où il a un magasin de vente, ainsi qu'à Amsterdam en Hollande. Il exporte aussi en Russie. Il expédie de la porcelaine banche et bleue à La Haye pour y être décorée à petit feu en polychromie. Le duc d'Orléans, cousin de Louis XVI, commande un service de mille six cents pièces dans un décor dit Les Oiseaux de Buffon, en omettant de payer cet ensemble. À cette époque, l'entreprise compte quatre cents ouvriers.
En 1795, François Joseph Peterinck devient conseiller général de la ville de Tournai. Le 30 décembre 1796, il épouse en secondes noces  Marie Jeanne Joséphe Frisoy à Tournai. Sentant sa fin prochaine, il va cède l'entreprise à sa fille Amélie, épouse de l'avocat Jean Maximilien de Bettignies, dont les enfants reprendront également la troisième manufacture de faïence de Saint-Amand-les-Eaux de Dorchies et Herbo. Il meurt à Tournai le 26 novembre 1799.
Sa maison, située près de sa manufacture, existe toujours aux nos 9-13 de la rue Muche-Vaches à Tournai. Elle est transformée aujourd'hui en restaurant, après avoir été successivement une filature, une chocolaterie et une menuiserie. C'est une bâtisse de type tournaisien du XVIIIe siècle à trois ailes en « U », couvertes en tuiles noires.
Une rue de Tournai et une de Lille portent son nom.

## Caractères stylistiques
Les formes rocailles seront abandonnées en 1775, laissant la place, vers 1800, à des formes et des lignes plus simples lorsque se développera la production de séries.
Ce sont les décors bleus qui font sa réputation. D'abord inspirés des motifs chinois, on trouve ensuite des décors Ronda à la mouche ou à l'oiseau, des décors de guirlandes, Louis XVI, en épi, en anneau, en chenille, laurier fleuri…
Les décors bleus sont en général peints sur la vaisselle ordinaire. Les fleurs, paysages de rivières et d'oiseaux, sont réalisés sur des services plus luxueux.

## Les marques
François Joseph Peterinck est autorisé par le prince Charles de Lorraine à placer les armes de ce dernier sur les pièces de sa production. La marque retenue pour la porcelaine sera une tour, symbole de la ville de Tournai. En 1763, on trouvera les épées croisées et croisettes.

## Collaborateurs
- François Carpentier, fondateur actif de la manufacture en 1750 quai des Salines et coassocié de 1751 à 1758,
- Robert Dubois, tourneur puis directeur de l'établissement, associé actif de 1751 à 1758,
- Gilles Dubois, actif associé de 1751 à 1752, il part ensuite pour Vincennes,
- Jean Mathias Caillat, peintre, préposé à la réalisation des couleurs à Vincennes, transfuge en 1751, il reste une année,
- Henri Florentin Chanou I, dit Cadet, actif avec les frères Dubois,
- Claude Borne, peintre sur faïence, originaire de Nevers, arrive en 1752 avec son fils, Marie Étienne, et deux compagnons. Il repart la même année pour Mons afin d'y fonder une faïencerie,
- Marie Etienne Borne, peintre actif de 1752 à 1755, il part ensuite pour Mons,
- Jean-Claude Cardon de Bertauvillet, originaire de Soissons, chef des peintres, actif dès le 6 mai 1755,
- Caters, bailleur de fonds, associé pour un tiers au capital, actif en 1756,
- Van Schoor, bailleur de fonds, actif associé au capital pour un tiers dès 1756,
- Antoine Gillis, sculpteur, actif de 1756 à 1764,
- Nicolas Gauron, chef d'atelier des modeleurs et acheveurs de 1758 à 1764, venant de Mennecy-Villeroi (1753) et Vincennes (1754),
- Michel Joseph Duvivier, directeur des peintres dès 1763,
- Joseph Willems, sculpteur, natif de Bruxelles, actif vers 1765,
- François de la Musellerie, chef des peintres de 1771 à 1773,
- Joseph Mayer, directeur artistique actif de 1773 à 1825,
- Amélie Peterinck, fille du fondateur, épouse de Jean Maximilien de Bettignies, avocat successeur de son beau-père de 1798 à 1802 pour lui, et 1808 pour elle. Elle vendra l'affaire à trois de ses huit enfants,
- Jean-Baptiste Mouzin, graveur, directeur de la manufacture, actif à Tournai de 1853 à 1858, il part pour diriger la faïencerie d'Onnaing avec son frère Jean-Pierre.

## Œuvres dans les collections publiques
En Belgique
- Morlanwelz, musée royal de Mariemont : ensemble de pièces de la Manufacture de Peterinck ;

En France
- Arras, musée des beaux-arts : collection de pièces provenant de la Manufacture de Peterinck, dont le service de table de 1600 pièces Aux oiseaux de Buffon commandé par le duc d'Orléans en 1787.